# Laura Neboli
Laura Neboli (Gavardo, 14 marzo 1988) è un'allenatrice di calcio ed ex calciatrice italiana, di ruolo difensore, allenatrice dell'1. FFC Recklinghausen.
Ha fatto parte della rosa della nazionale italiana che ha partecipato ai campionati europei nel 2009 e nel 2013 senza, però, scendere in campo nel corso di entrambi i tornei, vestendo la maglia azzurra della nazionale in 25 incontri.

## Carriera

### Club
Laura cresce calcisticamente a Villanuova sul Clisi, suo paese natale in provincia di Brescia, dove frequenta la scuola di calcio dell'oratorio gestita dal padre. Ricoprendo più ruoli, difensore, portiere e centrocampista, gioca con i ragazzi fino all'età di 14 anni. Viene notata dagli osservatori del Bardolino che le propongono un contratto per partecipare ai tornei del Campionato Nazionale Primavera. Laura inizia quindi la sua carriera nelle giovanili del Bardolino Verona ma, grazie alle sue qualità, viene ben presto chiamata in rosa con la prima squadra. Con la squadra veronese partecipa al campionato di Serie A 2004-2005 dove riuscirà a conquistare lo scudetto.
Ciò nonostante, dichiarando di essere un modo per mettersi alla prova, accetta la proposta della Reggiana vestendo dal campionato 2005-2006 la casacca Granata della società di Reggio Emilia. Con la Reggiana disputerà cinque stagioni collezionando nel due ultimi campionati due successivi quarti posti e, nell'ultimo (2009-2010), la Coppa Italia.
Inizia la stagione 2010-2011 con la squadra reggiana ma a dicembre passa al Graphistudio Tavagnacco partecipando con i friulani le restanti partite del campionato di Serie A collezionando 17 presenze.
A fine campionato coglie l'opportunità di passare al calcio professionistico lasciando l'Italia e firmando un contratto con il 2001 Duisburg, con la quale partecipa alla Frauen-Bundesliga, massima serie del campionato tedesco femminile di calcio. Nonostante il cambio societario dovuto alla bancarotta sopraggiunta a fine 2013, la società viene acquistata dal MSV Duisburg a campionato in corso rilevando anche i contratti con le giocatrici.

### Nazionale
Dal 2003 viene convocata alle selezioni per le giovanili della nazionale di calcio femminile italiana ma gioca la sua prima partita internazionale con la maglia azzurra della nazionale italiana under-19 il 27 settembre del 2005, nella partita vinta dalle azzurrine per 15 a 0 sulle olandesi pari età nel primo turno di qualificazione per i Campionati Europei UEFA di categoria.
Il commissario tecnico Pietro Ghedin la convoca nella nazionale maggiore per le qualificazioni del Campionato europeo femminile di calcio 2009 senza tuttavia disputare alcuna partita.
Il ct Antonio Cabrini la convoca nella nazionale maggiore nel raduno del luglio 2013 in previsione di utilizzarla nell'ambito del campionato europeo di quell'anno.

## Statistiche

### Presenze e reti nei club
| Stagione             | Squadra                 | Campionato           | Campionato | Campionato | Coppe nazionali | Coppe nazionali | Coppe nazionali | Coppe continentali | Coppe continentali | Coppe continentali | Altre coppe | Altre coppe | Altre coppe | Totale | Totale |
| Stagione             | Squadra                 | Comp                 | Pres       | Reti       | Comp            | Pres            | Reti            | Comp               | Pres               | Reti               | Comp        | Pres        | Reti        | Pres   | Reti   |
| -------------------- | ----------------------- | -------------------- | ---------- | ---------- | --------------- | --------------- | --------------- | ------------------ | ------------------ | ------------------ | ----------- | ----------- | ----------- | ------ | ------ |
| 2003-2004            | Bardolino               | A                    | 11         | 0          | CI              | ?               | ?               | -                  | -                  | -                  | -           | -           | -           | ?      | ?      |
| 2004-2005            | Bardolino               | A                    | 13         | 0          | CI              | ?               | ?               | UWC                | 2                  | 0                  | -           | -           | -           | ?      | ?      |
| Totale Bardolino     | Totale Bardolino        | Totale Bardolino     | 24         | 0          |                 | ?               | ?               |                    | 2                  | 0                  |             |             |             | ?      | ?      |
| 2005-2006            | Reggiana                | A                    | 18         | 0          | CI              | ?               | ?               | -                  | -                  | -                  | -           | -           | -           | ?      | ?      |
| 2006-2007            | Reggiana                | A                    | 20         | 1          | CI              | ?               | ?               | -                  | -                  | -                  | -           | -           | -           | ?      | ?      |
| 2007-2008            | Reggiana                | A                    | 22         | 2          | CI              | 0               | 0               | -                  | -                  | -                  | -           | -           | -           | ?      | ?      |
| 2008-2009            | Reggiana                | A                    | 20         | 0          | CI              | 0               | 0               | -                  | -                  | -                  | -           | -           | -           | ?      | ?      |
| 2009-2010            | Reggiana                | A                    | 19         | 2          | CI              | 6               | 0               | -                  | -                  | -                  | -           | -           | -           | 25     | 2      |
| lug.-dic. 2010       | Reggiana                | A                    | 8          | 0          | CI              | 1               | 0               | -                  | -                  | -                  | SI          | 1           | 0           | 10     | 0      |
| Totale Reggiana      | Totale Reggiana         | Totale Reggiana      | 107        | 5          |                 | ?               | ?               |                    |                    |                    |             | 1           | 0           | ?      | ?      |
| dic. 2010-2011       | Graphistudio Tavagnacco | A                    | 17         | 0          | CI              | 4               | 0               | -                  | -                  | -                  | -           | -           | -           | 21     | 0      |
| 2011-2012            | 2001 Duisburg           | BL                   | 21         | 0          | CG              | 4               | 0               | -                  | -                  | -                  | -           | -           | -           | 25     | 0      |
| 2012-2013            | 2001 Duisburg           | BL                   | 14         | 0          | CG              | 2               | 0               | -                  | -                  | -                  | -           | -           | -           | 16     | 0      |
| 2013-2014            | 2001 Duisburg           | BL                   | 12         | 1          | CG              | 1               | 0               | -                  | -                  | -                  | -           | -           | -           | 13     | 1      |
| Totale 2001 Duisburg | Totale 2001 Duisburg    | Totale 2001 Duisburg | 47         | 1          |                 | 7               | 0               |                    | -                  | -                  |             | -           | -           | 54     | 1      |
| Totale carriera      | Totale carriera         | Totale carriera      | 178        | 6          |                 | ?               | ?               |                    | 2                  | 0                  |             | 1           | 0           | ?      | ?      |

### Cronologia presenze e reti in nazionale
| Cronologia completa delle presenze e delle reti in nazionale ― Italia | Cronologia completa delle presenze e delle reti in nazionale ― Italia | Cronologia completa delle presenze e delle reti in nazionale ― Italia | Cronologia completa delle presenze e delle reti in nazionale ― Italia | Cronologia completa delle presenze e delle reti in nazionale ― Italia | Cronologia completa delle presenze e delle reti in nazionale ― Italia | Cronologia completa delle presenze e delle reti in nazionale ― Italia | Cronologia completa delle presenze e delle reti in nazionale ― Italia |
| Data                                                                  | Città                                                                 | In casa                                                               | Risultato                                                             | Ospiti                                                                | Competizione                                                          | Reti                                                                  | Note                                                                  |
| --------------------------------------------------------------------- | --------------------------------------------------------------------- | --------------------------------------------------------------------- | --------------------------------------------------------------------- | --------------------------------------------------------------------- | --------------------------------------------------------------------- | --------------------------------------------------------------------- | --------------------------------------------------------------------- |
| 5-3-2008                                                              | Alvor                                                                 | Norvegia                                                              | 4 – 2                                                                 | Italia                                                                | Algarve Cup 2008                                                      | -                                                                     |                                                                       |
| 19-9-2009                                                             | Domžale                                                               | Slovenia                                                              | 0 – 8                                                                 | Italia                                                                | Qual. Mondiali 2011                                                   | -                                                                     |                                                                       |
| 23-9-2009                                                             | Rieti                                                                 | Italia                                                                | 1 – 0                                                                 | Portogallo                                                            | Qual. Mondiali 2011                                                   | -                                                                     |                                                                       |
| 1-3-2010                                                              | Nicosia                                                               | Italia                                                                | 1 – 1                                                                 | Paesi Bassi                                                           | Cyprus Cup 2010                                                       | -                                                                     | 77’                                                                   |
| 3-3-2010                                                              | Nicosia                                                               | Inghilterra                                                           | 3 – 2                                                                 | Italia                                                                | Cyprus Cup 2010                                                       | -                                                                     |                                                                       |
| 19-5-2010                                                             | Stettino                                                              | Polonia                                                               | 1 – 5                                                                 | Italia                                                                | Amichevole                                                            | -                                                                     | 58’                                                                   |
| 19-6-2010                                                             | Montereale Valcellina                                                 | Italia                                                                | 6 – 0                                                                 | Slovenia                                                              | Qual. Mondiali 2011                                                   | -                                                                     |                                                                       |
| 20-11-2010                                                            | Padova                                                                | Italia                                                                | 0 – 1                                                                 | Stati Uniti                                                           | Qual. Mondiali 2011 - Play-off UEFA-CONCACAF                          | -                                                                     |                                                                       |
| 27-11-2010                                                            | Bridgeview                                                            | Stati Uniti                                                           | 1 – 0                                                                 | Italia                                                                | Qual. Mondiali 2011 - Play-off UEFA-CONCACAF                          | -                                                                     |                                                                       |
| 2-3-2011                                                              | Larnaca                                                               | Inghilterra                                                           | 2 – 0                                                                 | Italia                                                                | Cyprus Cup 2011                                                       | -                                                                     |                                                                       |
| 4-3-2011                                                              | Nicosia                                                               | Italia                                                                | 0 – 1                                                                 | Canada                                                                | Cyprus Cup 2011                                                       | -                                                                     |                                                                       |
| 7-3-2011                                                              | Larnaca                                                               | Scozia                                                                | 0 – 0                                                                 | Italia                                                                | Cyprus Cup 2011                                                       | -                                                                     |                                                                       |
| 3-6-2011                                                              | Osnabrück                                                             | Germania                                                              | 5 – 0                                                                 | Italia                                                                | Amichevole                                                            | -                                                                     |                                                                       |
| 17-9-2011                                                             | Sarajevo                                                              | Bosnia ed Erzegovina                                                  | 0 – 1                                                                 | Italia                                                                | Qual. Euro 2013                                                       | -                                                                     |                                                                       |
| 22-10-2011                                                            | Prilep                                                                | Macedonia                                                             | 0 – 9                                                                 | Italia                                                                | Qual. Euro 2013                                                       | -                                                                     |                                                                       |
| 26-10-2011                                                            | Treviso                                                               | Italia                                                                | 2 – 0                                                                 | Russia                                                                | Qual. Euro 2013                                                       | -                                                                     |                                                                       |
| 19-11-2011                                                            | Pruszków                                                              | Polonia                                                               | 0 – 5                                                                 | Italia                                                                | Qual. Euro 2013                                                       | -                                                                     |                                                                       |
| 23-11-2011                                                            | Trani                                                                 | Italia                                                                | 2 – 0                                                                 | Grecia                                                                | Qual. Euro 2013                                                       | -                                                                     |                                                                       |
| 28-2-2012                                                             | Larnaca                                                               | Paesi Bassi                                                           | 2 – 1                                                                 | Italia                                                                | Cyprus Cup 2012                                                       | -                                                                     |                                                                       |
| 1-3-2012                                                              | Nicosia                                                               | Italia                                                                | 1 – 2                                                                 | Canada                                                                | Cyprus Cup 2012                                                       | -                                                                     |                                                                       |
| 6-3-2012                                                              | Paralimni                                                             | Italia                                                                | 3 – 1                                                                 | Inghilterra                                                           | Cyprus Cup 2012 - Finale 3º posto                                     | -                                                                     |                                                                       |
| 31-3-2012                                                             | Ferrara                                                               | Italia                                                                | 4 – 0                                                                 | Bosnia ed Erzegovina                                                  | Qual. Euro 2013                                                       | -                                                                     |                                                                       |
| 4-4-2012                                                              | Podol'sk                                                              | Russia                                                                | 0 – 2                                                                 | Italia                                                                | Qual. Euro 2013                                                       | -                                                                     |                                                                       |
| 16-6-2012                                                             | Torino                                                                | Italia                                                                | 9 – 0                                                                 | Macedonia                                                             | Qual. Euro 2013                                                       | -                                                                     |                                                                       |
| 16-9-2012                                                             | San Benedetto del Tronto                                              | Italia                                                                | 1 – 0                                                                 | Polonia                                                               | Qual. Euro 2013                                                       | -                                                                     |                                                                       |
| Totale                                                                |                                                                       | Presenze                                                              | 25                                                                    |                                                                       | Reti                                                                  | 0                                                                     |                                                                       |

## Palmarès

### Club
- Campionato italiano: 1

Bardolino Verona: 2004-2005
- Coppa Italia: 1

Reggiana: 2009-2010